# 舒拉-米特利涅齊卡
48°52′35″N 29°20′23″E / 48.87639°N 29.33972°E
舒拉-米特利涅齊卡（烏克蘭語：Шура-Мітлинецька），是烏克蘭的村落，位於該國西南部文尼察州，由海辛區負責管轄，處於馬丘哈河畔，始建於1350年，面積1.73平方公里，海拔高度232米，2001年人口423。